# 太平36彎
太平36彎是臺灣嘉義縣旅遊景點，位於梅山鄉太平村，經由縣道162甲線可抵達該處，素以「三十六彎」聞名，每一個髮夾彎都有編號，自一號至三十六號依序而行，抵達最高處則是太平山頂涼亭，正因沿路蜿蜒，吸引自行車人士和開車族前來挑戰。不過雖名為｢三十六彎｣，但如果包含一些角度較小未編號的大小彎道，實際上超過40個彎道。
太平公路是日治時期開發，日本政府徵用近四萬民力徒手開闢，是嘉義山區最早開闢的公路，公路並於1986年拓寬。13.5公里的太平公路從海拔80公尺爬升到1000公尺。

## 資料來源
1. ↑  . 自由時報. 2015-06-26  [2016-06-26]. （原始内容存档于2016-08-02）.